# Елені Кувду
Елені Кувду (9 серпня 1989) — грецька ватерполістка.
Чемпіонка світу з водних видів спорту 2011 року.